# 沙坪ハ区
沙坪垻区（さへいはく）は中華人民共和国重慶市に位置する市轄区。日中戦争の頃は沙磁区の名で呼ばれた。現在は重慶市街地の人口の密集する一角であり、重慶大学や西南政法大学・西南大学をはじめとする大学や研究機関が集まるほか、企業なども多く集中している。

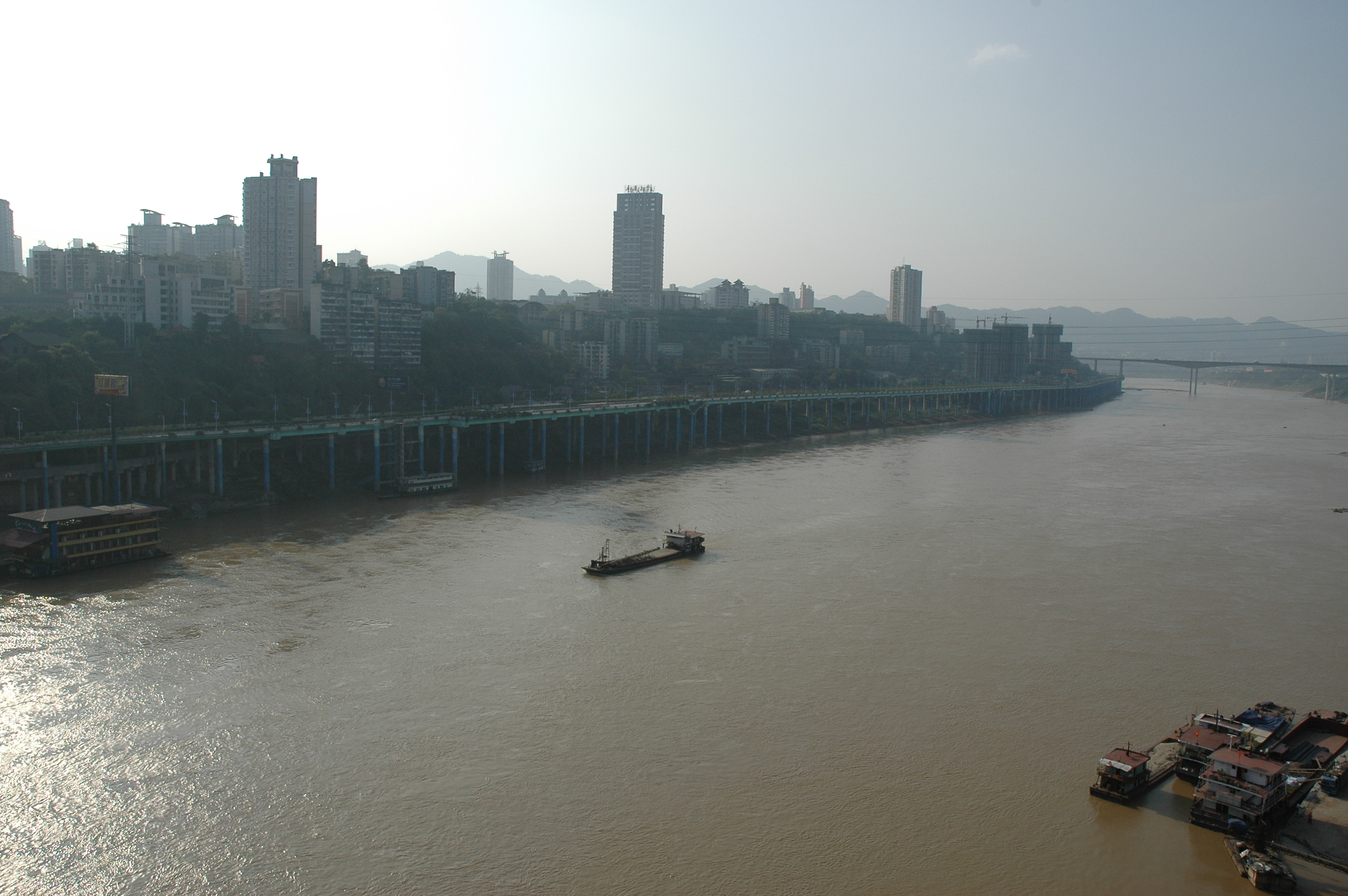
沙坪垻区を流れる嘉陵江（対岸の江北区から望む）

## 地理
沙坪垻区は重慶市北西部に位置し、重慶市街地の一部をなす。区は嘉陵江の西岸に広がっている。
東は江北区及び渝北区と、北は北碚区と、南は九竜坡区と、西は璧山区と接している。

## 歴史

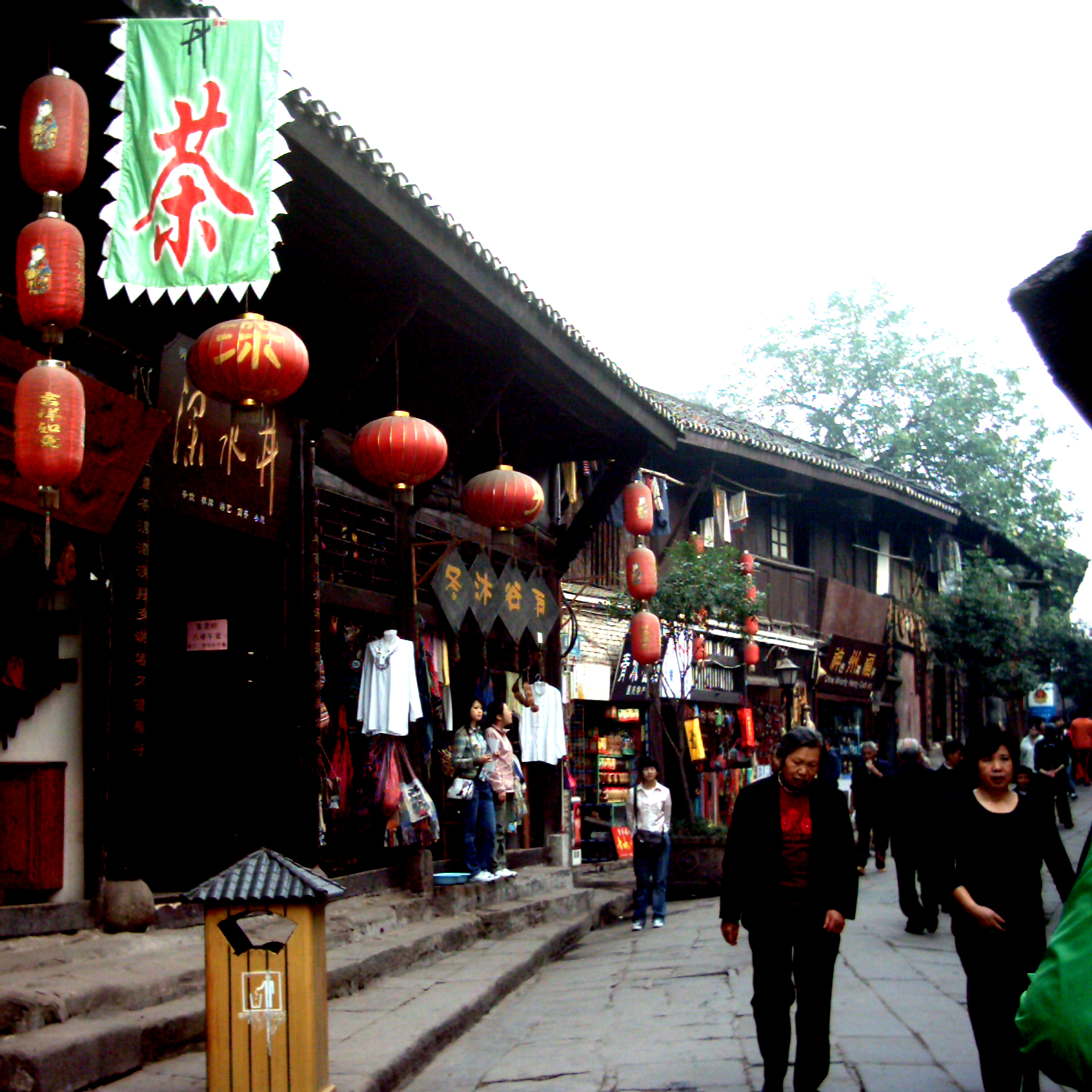
磁器口地区

区内の磁器口は、嘉陵江下流に面した交易の町として明・清代より盛んで、現在も古い街並みを残している。日中戦争の際、重慶に国民政府の臨時首都が移ると、中国各地からの大学や、郭沫若や巴金など中国の主だった文化人も重慶に避難し、沙坪垻や磁器口に移り住んで文化活動を続けた。1938年、避難してきた大学や研究機関、メディアが集積する沙磁には「沙磁文化区」が作られ、自治委員会が形成されている。

## 行政区画
下部に21街道、5鎮を管轄する。
- 街道

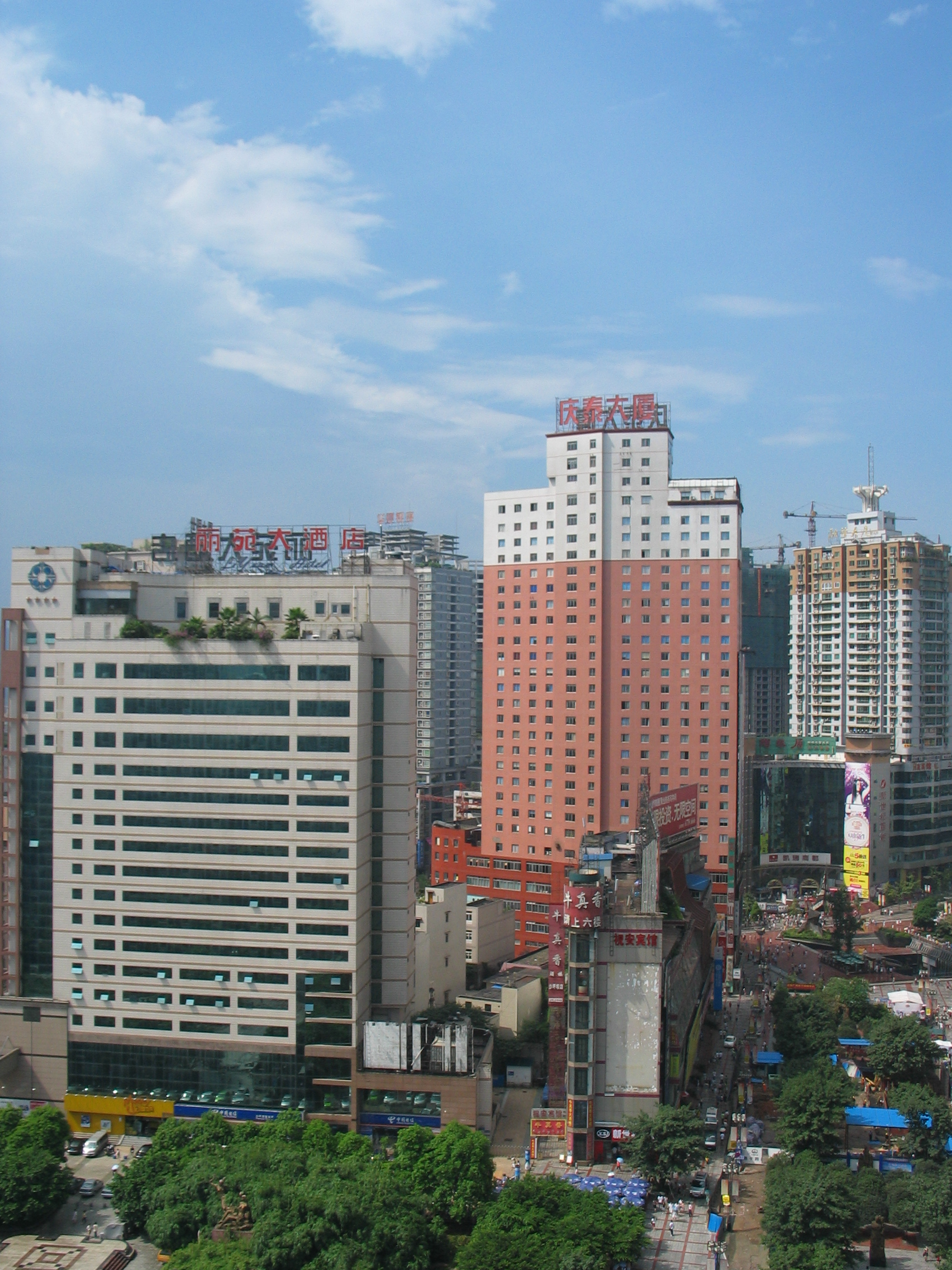
三峡広場

  - 沙坪垻街道、小竜坎街道、渝碚路街道、磁器口街道、童家橋街道、石井坡街道、双碑街道、井口街道、歌楽山街道、山洞街道、新橋街道、天星橋街道、土湾街道、覃家崗街道、陳家橋街道、虎渓街道、西永街道、聯芳街道、豊文街道、香炉山街道、土主街道
- 鎮
  - 青木関鎮、鳳凰鎮、回竜垻鎮、曽家鎮、中梁鎮

## 教育

### 大学
- 重慶大学、重慶師範大学、西南政法大学、四川外国語大学、重慶医科大学（縉雲キャンパス）、四川美術学院（中国語版）、重慶科技学院、中国人民解放軍後勤工程学院

## 交通

### 鉄道
- 重慶西駅
- 沙坪垻駅
- 重慶軌道交通
  - 1号線
  - 5号線
  - 9号線
  - 環状線

### 道路
- 高速道路
  -  蘭海高速道路
  -  成渝環状高速道路
  -  重慶環状高速道路（中国語版）
  -  渝蓉高速道路（中国語版）
- 国道
  - G319国道（中国語版）

## 健康・医療・衛生
- 沙坪垻区人民医院
- 沙坪垻区中医院
- 沙坪垻区婦幼保健院
- 沙坪垻区陳家橋医院
- 沙坪垻区中西医結合医院
- 重慶大学付属医院
- 重慶市公共衛生医療救治中心
- 重慶東華医院
- 陸軍軍医大学第一付属病院（西南病院）西南病院（中国語版）（旧 中国人民解放軍第三軍医大学(西南病院)）
- 陸軍軍医大学第二付属病院（新橋病院）新橋病院（中国語版）（旧 中国人民解放軍第三軍医大学(新橋病院)）

## 友好都市
- オーストリア ウィーン